# Zinda Jan (huyện)
Zinda Jan là một huyện thuộc tỉnh Herat, Afghanistan. Dân số thời điểm năm 1999 là 40,14 người.